# Pskovská republika
Pskovská republika (rusky Псковская Республика) neboli Pskovské knížectví (rusky Псковское княжество) byl středověký stát na jižním břehu Čudsko-pskovského jezera. V letech 862–1230 byl Pskov svébytným ruským knížectvím, které bylo později připojeno k Novgorodské republice, coby republika znovunabyl nezávislosti až v roce 1348. Rozsah území pskovského státu odpovídal zhruba rozloze moderní Pskovské oblasti. Hlavním městem byl Pskov. V roce 1510 republika zanikla včleněním do Moskevského velkoknížectví.

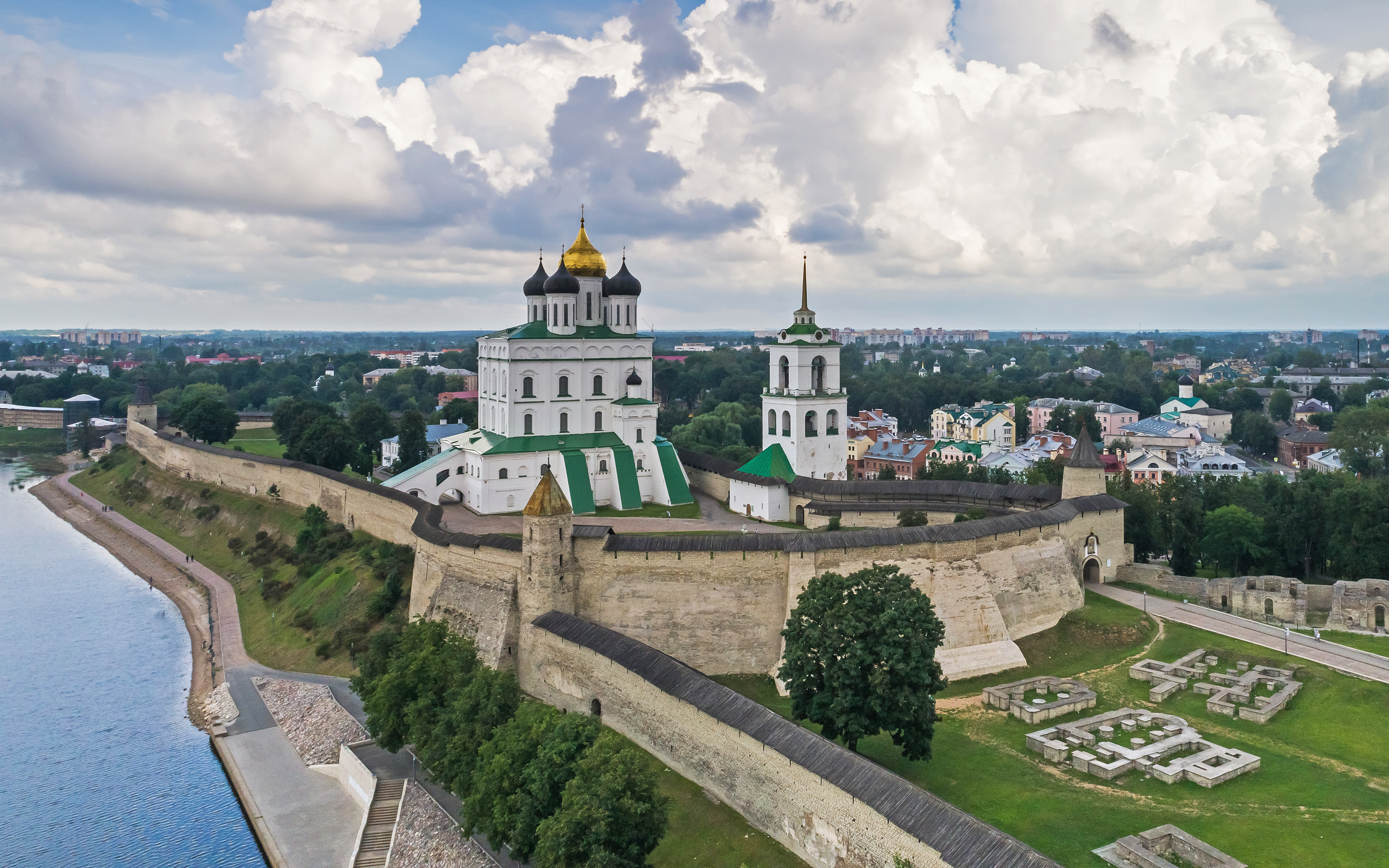
Pohled na pskovský kreml s chrámem Svaté trojice